# Gumbo (Fleurs du Mal)
Gumbo è il nono album in studio del gruppo musicale italiano Fleurs du Mal, pubblicato nel 2019.

## Descrizione
Registrato a Roma nello Studio Gnagnotech tra ottobre 2018 e maggio 2019 con Marco De Tommasi, è stato pubblicato il 10 ottobre 2019.
Album dedicato al blues, per la prima volta nella storia dei Fleurs du Mal contiene anche sei cover blues ri-arrangiate e sei brani originali di cui quattro in inglese, uno per metà in italiano e metà in inglese e uno col titolo in spagnolo e il testo per metà in italiano e metà in inglese.
In tre brani partecipa come ospite d'onore l'armonicista statunitense Andy J. Forest.

## Tracce
1. Caledonia – 5:46 (Luis Jordan)
2. El Caracol – 3:24 (Fleurdumal)
3. Melody – 6:05 (Mick Jagger, Keith Richards)
4. 800 fantasmi – 4:47 (Fleurdumal)
5. Hard Times – 4:19 (Fleurdumal)
6. Blues Cares (feat. Andy J. Forest) – 8:02 (Fleurdumal)
7. Stop Breaking Down (feat. Andy J. Forest) – 4:12 (Robert Johnson)
8. Basin Street Blues (feat. Andy J. Forest) – 6:26 (Spencer Williams)
9. Let me Love You Baby – 4:48 (W.Dixon)
10. Ride Through the Lines – 5:22 (Fleurdumal)
11. Rollin' & Tumblin' – 2:39 (Hambone W. Newbern)
12. Good Night – 1:47 (Fleurdumal)

## Formazione

### Gruppo
- Stefano Iguana - voce, chitarra elettrica e acustica, slide guitar, rezophonic guitar
- Graziella Olivieri - sax tenore, cori su Rollin' & Tumblin'
- Roberto Cruciani - basso, cori su Caledonia, Melody, 800 Fantasmi e Ride Through the Lines
- Davide Miccinilli - batteria
- Clemente Verdicchio - sax contralto

### Altri musicisti
- Andy J. Forest - armonica su Blues Cares, Stop Breaking Down e Basin Street Blues